# 구안 (삼국지)
구안(句安, ? ~ ?)은 중국 삼국 시대 촉나라와 위나라의 장수이다. 강유의 북벌에 참여했다가 위나라로 귀순하였다. 소설 《삼국지연의》에서 군량 조달을 태만히 해 제갈량에게 벌을 받고 사마의한테 투항하는 구안(苟安)은 허구의 인물로 다른 사람이다.

## 생애
촉한의 무장이었다. 249년(가평 원년), 강유의 북벌에 이흠(李歆)과 함께 아문장(牙門將)으로 참전하였다. 강유가 국산(麴山)에 기반해 성 두 개를 축조하고는 구안과 이흠 등을 위치시키고 강인과 호인들을 모아 위나라의 여러 군을 핍박하였다. 위나라 옹주자사 진태가 정서장군(征西將軍) 곽회에게 건의하길, “국성(麴城)이 견고할지라도 촉에서부터 멀고 험한 길로 양식을 운반해와야만 합니다. 강이(羌夷)는 강유의 노역에 괴로워하지 기꺼이 따르는 게 아닙니다. 성을 포위만 하고 있어도 칼에 피 묻히지 않고 함락할 수 있습니다. 원군이 있어도 산길이 험난해 기동이 어렵습니다.”라 하였다. 곽회가 그에 따랐다. 진태가 토촉호군(討蜀護軍) 서질과 남안태수 등애 등을 거느리고 국성을 에워싸며 보급로와 성밖 식수원을 끊었다. 구안 등이 싸움을 걸어도 진태는 응하지 않았다. 어렵사리 식량을 나누고 눈을 모아 녹여가며 버텼다.
강유가 구안 등을 구하기 위해 우두산(牛頭山)에서 나왔다. 진태는 각 부대에겐 수비만 지속하게 한 채 곽회에게 헌책하길, ‘자신이 남쪽으로 백수(白水)를 건넌 후 물을 따라 동쪽으로 가는 동안 곽회는 우두산으로 질주해 강유의 퇴로를 차단하자’고 하였다. 곽회가 승낙해 조수(洮水)로 이동하였다. 강유는 포위망이 완성되기 전에 달아났고 고립무원에 빠진 구안 등은 투항하였다.
263년(경원 4년), 종회와 등애가 촉 정벌을 감행하였다. 강유, 장익, 요화, 동궐이 검각(劍閣)에서 대항하다가 물러났다. 종회는 광한군 부현(涪縣)에 있으면서, 사마(司馬) 하후함과 호군 호열 등을 신도현(新都縣)의 대도정(大度亭, 大渡亭)으로 보내 강유군 앞을 막고, 참군(參軍) 원정(爰𩇕)과 장군 구안 등으로 그 뒤를 잇게 했으며, 참군 황보개(皇甫闓)와 장군 왕매(王買) 등은 부현 남쪽으로 가 강유군을 타격하게 했다.

## 삼국지연의
사서가 아닌 소설 《삼국지연의》에서도 사서와 비슷한 모습으로 등장한다. 제107회, 구안과 이흠이 강유의 명령에 따라 15,000명을 이끌고 국산 아래에 성 두 개를 쌓는다. 옹주자사 곽회의 부장 진태가 50,000명으로 맞서온다. 구안 등은 야전에서 패해 농성을 벌이고 진태는 이들을 둘러싼 채 군량 수송로를 끊는다. 뒤이어 도착한 곽회가 성밖의 상류마저 막는다. 식량도 식수도 부족하기에 출성해 대판 겨루지만 또 패한다. 이흠이 필사적으로 탈출해 중상을 입으면서도 강유에게 구원을 청한다. 강유는 옹주를 교란함으로써 국산의 포위를 풀려고 우두산으로 나아간다. 진태가 우두산으로 와 강유의 시선을 붙잡아둔 사이 곽회가 조수를 취해 강유군의 보급선을 차단한다. 강유는 태반의 병력을 잃으며 도주한다. 제108회, 결국 구안은 위나라에 항복한다. 제116회, 촉한 멸망전 때 종회군 소속의 장수로 위관, 호열, 전속, 방회, 전장(田章), 원정, 구건, 하후함, 왕매, 황보개 등과 이름을 올리는 것을 마지막으로 더 이상 등장하지 않는다.

## 참고 문헌
- 《삼국지》22권 위서 제22 환이진서위노전(桓二陳徐衛盧傳) 진태전